# Eptám
| Eptám | |
| | |
| \| \| \| | |
| IUPAC-név | S-etil-N,N-dipropilkarbamotioát                                                                            |
| Kémiai azonosítók                                                                                               | |
| Rövidítés | EPTC |
| CAS-szám | 759-94-4                                                                                                   |
| PubChem | 12968 |
| ChemSpider | 12428 |
| EINECS-szám | 212-073-8                                                                                                  |
| KEGG | C11081 |
| ChEBI | 4738 |
| SMILES | CCCN(CCC)C(=O)SCC                                                                                          |
| InChI | 1S/C9H19NOS/c1-4-7-10(8-5-2)9(11)12-6-3/h4-8H2,1-3H3                                                       |
| InChIKey | GUVLYNGULCJVDO-UHFFFAOYSA-N                                                                                |
| Beilstein | 1762751 |
| UNII | R7PI3287F4                                                                                                 |
| ChEMBL | 1371350 |
| Kémiai és fizikai tulajdonságok                                                                                 | |
| Kémiai képlet                                                                                                   | C9H19NOS                                                                                                   |
| Moláris tömeg                                                                                                   | 189,32 g/mol                                                                                               |
| Megjelenés | színtelen folyadék                                                                                         |
| Sűrűség | 0,95 g/cm³                                                                                                 |
| Forráspont | 127 °C (20 mmHg)                                                                                           |
| Oldhatóság (vízben)                                                                                             | 375 mg/l                                                                                                   |
| Oldószerei | a szokásos szerves oldószerekkel elegyedik (aceton, etil-alkohol, benzin, metil-izobutil-keton(en), xilol) |
| Gőznyomás | 2,4·10−2 mmHg                                                                                              |
| kH | 1,59·10−5 atm·m³/mol                                                                                       |
| Megoszlási hányados                                                                                             | 3,21 (oktanol/víz)                                                                                         |
| Veszélyek | |
| Lobbanáspont | 116 °C (nyílt edényben)                                                                                    |
| Ha másként nem jelöljük, az adatok az anyag standardállapotára (100 kPa) és 25 °C-os hőmérsékletre vonatkoznak. | |
| | |

Az eptám a mezőgazdaságban korábban használt tiokarbamát típusú gyomirtó. Főleg kukorica-, zöldség- és cukorrépaültetvényekben használták. Elsősorban magról kelő vagy évelő egyszikű gyomok, de néhány kétszikű gyom (kakaslábfű, ujjasmuhar, fenyércirok, köles) ellen is hatásos.
Rendszeres alkalmazása esetén a talaj mikroorganizmusai az elbontására szelektálódnak, ezzel csökkentik az eptám hatásosságát.
Az EU-ban 2008-tól kezdve nincs engedélyezve a használata.

## Hatásmód

S-tiokarbamát

A tiokarbamátok a lipid bioszintézis-gátló herbicidek közé tartoznak. A telítetlen zsírsavak, foszfolipidek, viaszok bioszintézisét gátolják amellett, hogy elsődlegesen mitózismérgek. A tiokarbamátokból biológiai szulfoxidáció során tiokarbamát-szulfid keletkezik. Ezt a szulfidot a kukorica csak mesterségesen megnövelt mennyiségű glutation S-transzferáz(en) enzim segítségével tudja elbontani. Ezért alkalmazták az antidótumokat – kiegészítve az adott hatóanyagot –, melyek a kukorica védelmi rendszerét biztosították.

## Veszélyek
| Faj                | szájon át | bőrön át | intra- vénásan |
| ------------------ | --------- | -------- | -------------- |
| patkány            | 916       | 3200     | -              |
| hím albínó patkány | 2550      | -        | -              |
| egér               | 750       | -        | 320            |
| macska             | 112       | -        | -              |
| nyúl               | 2640      | 1460     | -              |

Patkányoknak 21 napon át 326 mg/tskg adagban adva súlycsökkenést és ingerlékenységet okozott, egyéb tünetet nem.
90 napot át adva a NOEL (észlelhető elváltozást nem okozó adag) patkányoknál 16 mg/tskg/nap, kutyáknál 20 mg/tskg/nap volt.
Egérben három metabolitja van: szulfoxid-, N-depropil és S-metil-származék, melyek gátolják a máj mitokondriális aldehid-dehidrogenáz enzimjét, és megemelik a máj és az agy acetaldehid-szintjét.
Bomlásig hevítve mérgező nitrogén- és kén-oxidokra bomlik.
A levegőbe jutott eptám kb. 14-órás felezési idővel bomlik el a fény hatására keletkező hidroxilgyökök hatására. A talajba és vízbe jutott eptám legnagyobb része elpárolog, a fennmaradó rész aerob (oxigéndús) talajban 4–5 hetes, anaerob körülmények között 31–127 napos felezési idővel bomlik el. Vízben nem hidrolizál a természetben előforduló 5–9 közötti pH-tartományban.
A fenti tulajdonságok miatt az eptámmal dolgozókat belélegezve vagy bőrön át érheti ártalom. A mérgezés tünetei: fejfájás, hányinger, rossz közérzet, csökkent munkateljesítmény. A TCLo 135 mg/m³/4 óra belélegezve.

## Készítmények
Az alábbi készítmények 2007. december 31-ig voltak felhasználhatóak Magyarországon:
- ERADICAN 6 E
- FLEXENIT I. 650 EC
- ALIROX 80 EC
- NIPTAN SUPER 800 EC